# 克朗赛
克朗赛（法語：Clansayes，法語發音：[klɑ̃saj]）是法国德龙省的一个市镇，属于尼永斯区。

## 地理
克朗赛（44°22'16"N, 4°48'27"E）面积14.47 平方千米，位于法国奥弗涅-罗讷-阿尔卑斯大区德龙省，该省份为法国东南部内陆省份，北起顺时针与伊泽尔省、上阿尔卑斯省、上普罗旺斯阿尔卑斯省、沃克吕兹省和阿尔代什省接壤。
与克朗赛接壤的市镇（或旧市镇、城区）包括：尚特梅勒-莱格里尼昂、拉加尔德阿代马尔、洛宗河畔蒙塞居尔、圣保罗三堡城、圣雷斯蒂蒂、索莱里约、瓦洛里。

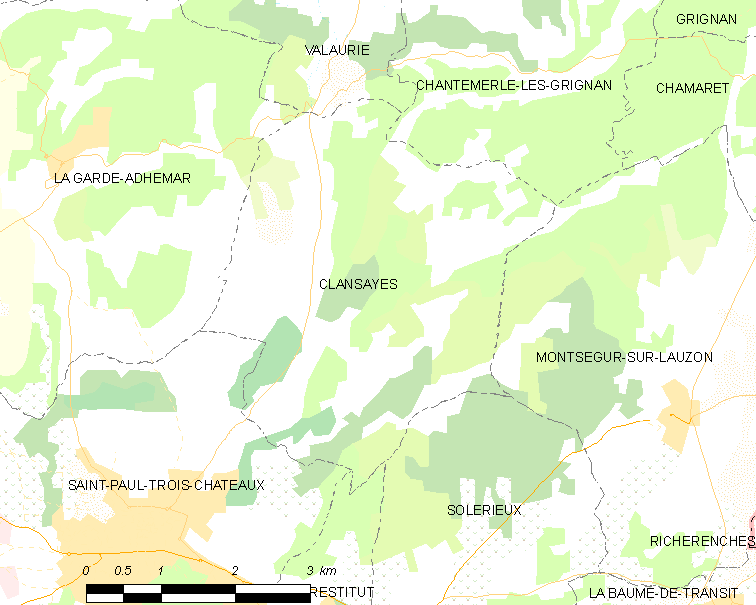
克朗赛的OSM定位图

克朗赛的时区为UTC+01:00、UTC+02:00（夏令时）。

## 行政
克朗赛的邮政编码为26130，INSEE市镇编码为26093。

## 政治
克朗赛所属的省级选区为特里卡斯坦县。

## 人口

1962-2008年间克朗赛人口变化图示

克朗赛于2022年1月1日时的人口数量为520人。